# 포로나이강
포로나이강(러시아어: Порона́й)은 사할린섬에 있는 강이고, 유역길이는 350 km이고 유역면적은 7,990 km2이다. 동사할린산맥이 위치해 있고 오호츠크해로 흐른다.
강의 이름은 아이누어(語)로 "큰 강"이라는 뜻이다. 포로나이강에는 두 개의 다리밖에 놓여있지 않은데, 그 중 하나는 철교이다.
1905년부터 1945년까지 일본 제국이 사할린 남부를 지배하였을 때는 포로나이강의 남부 지역은 일본령으로, 일본어로 幌內川이라 표기했다.